# Józef Marcinkiewicz
Pour les articles homonymes, voir Marcinkiewicz.
Józef Marcinkiewicz (né le 30 mars 1910 à Cimoszka, près de Białystok, Empire russe (aujourd'hui Pologne) – décédé en 1940 à Kharkiv, Ukraine) est un mathématicien polonais.
Il est étudiant d'Antoni Zygmund et plus tard travaille avec Juliusz Schauder et Stefan Kaczmarz. Il est professeur à l'université de Vilnius.
Marcinkiewicz est fait prisonnier de guerre polonais dans un camp soviétique à Starobielsk. Le lieu exact et la date de sa mort restent inconnus, mais on pense qu'il est mort lors du massacre de Katyn, Ukraine. Ses parents, à qui il avait confié ses manuscrits au début de la Seconde Guerre mondiale, sont déplacés en Union soviétique en 1940 et plus tard sont morts de faim dans un camp.